# شاتوريشيه (كيبك)
شاتوريشيه (بالإنجليزية: Château-Richer, Quebec)‏ هي بلدية محلية في كيبيك تقع في كندا في La Côte-de-Beaupré Regional County Municipality.[بحاجة لمصدر]  يقدر عدد سكانها بـ 3,834 نسمة ومساحتها 243.80 كم2 .